# Coenobitidae
Famille
Les Coenobitidae sont des bernard l'hermite terrestres. Ce terme fait référence au cénobitisme qui paradoxalement dérive de koinos qui signifie « en commun » et bios qui signifie « vie ». Ils sont très bien adaptés à la vie terrestre et peuvent donc vivre près de la plage, au niveau des mangroves voire des forêts côtières. Les bernard-l'hermite terrestres portent des coquilles pour protéger leur abdomen contrairement au Crabe de cocotier.

## Description
Chez les Coenobitidae, la carapace est cylindrique ou presque ronde et dont la section transversale est plus longue que large ; elle possède une  Linea anomurica. Ils ne possèdent pas d'épines orbitales, leur rostrum est réduit. Leurs yeux sont situés sur une acicle oculaire et les cornées de ceux-ci sont bien développées. Leurs premières antennes se terminent par un appendice biramé. Dans la bouche, les troisièmes maxillipèdes ont une base proche, les Crista dentata sont présentes et le dactylus est simple.

## Liste des genres
Selon World Register of Marine Species (11 avril 2014) :
- genre Birgus Leach, 1816 -- 1 espèce (crabe coco)
- genre Coenobita Latreille, 1829 -- 18 espèces (cénobites)

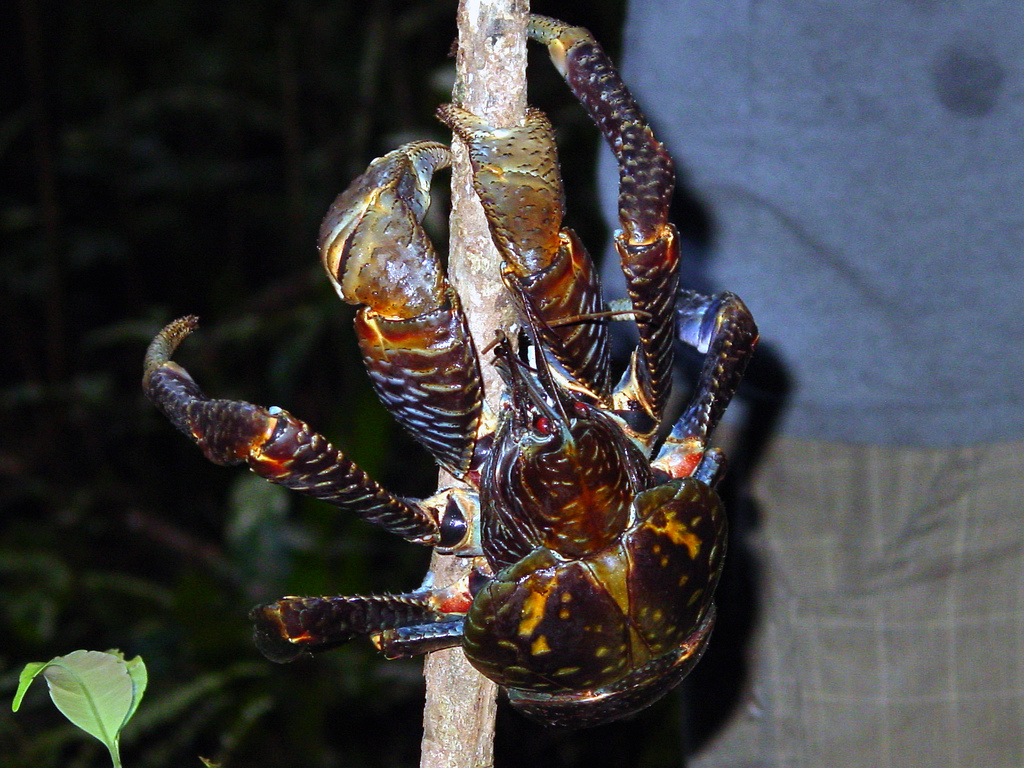
Birgus latro (crabe de cocotier)
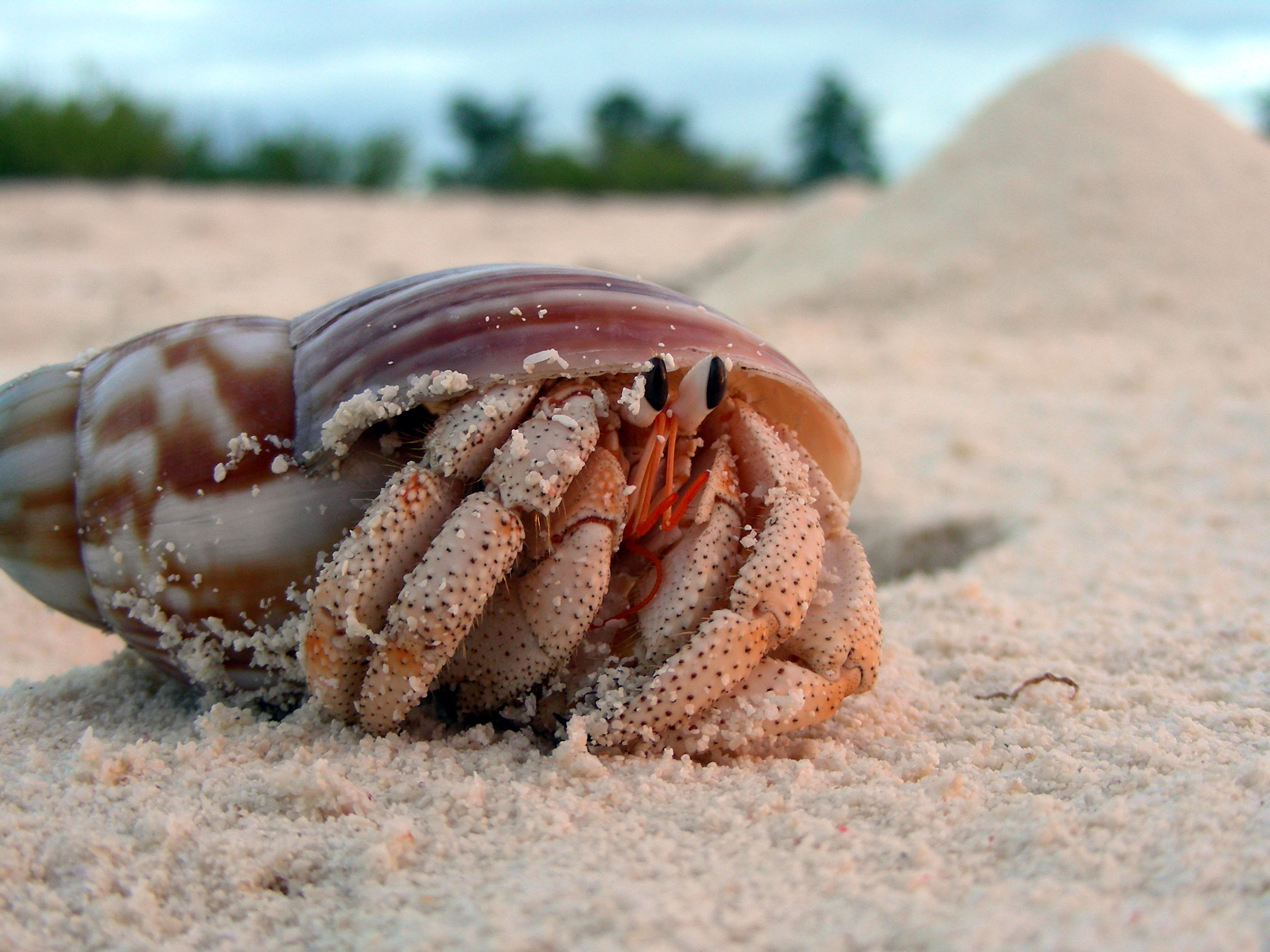
Coenobita perlatus (cénobite perlé)